# غيديون الدولية

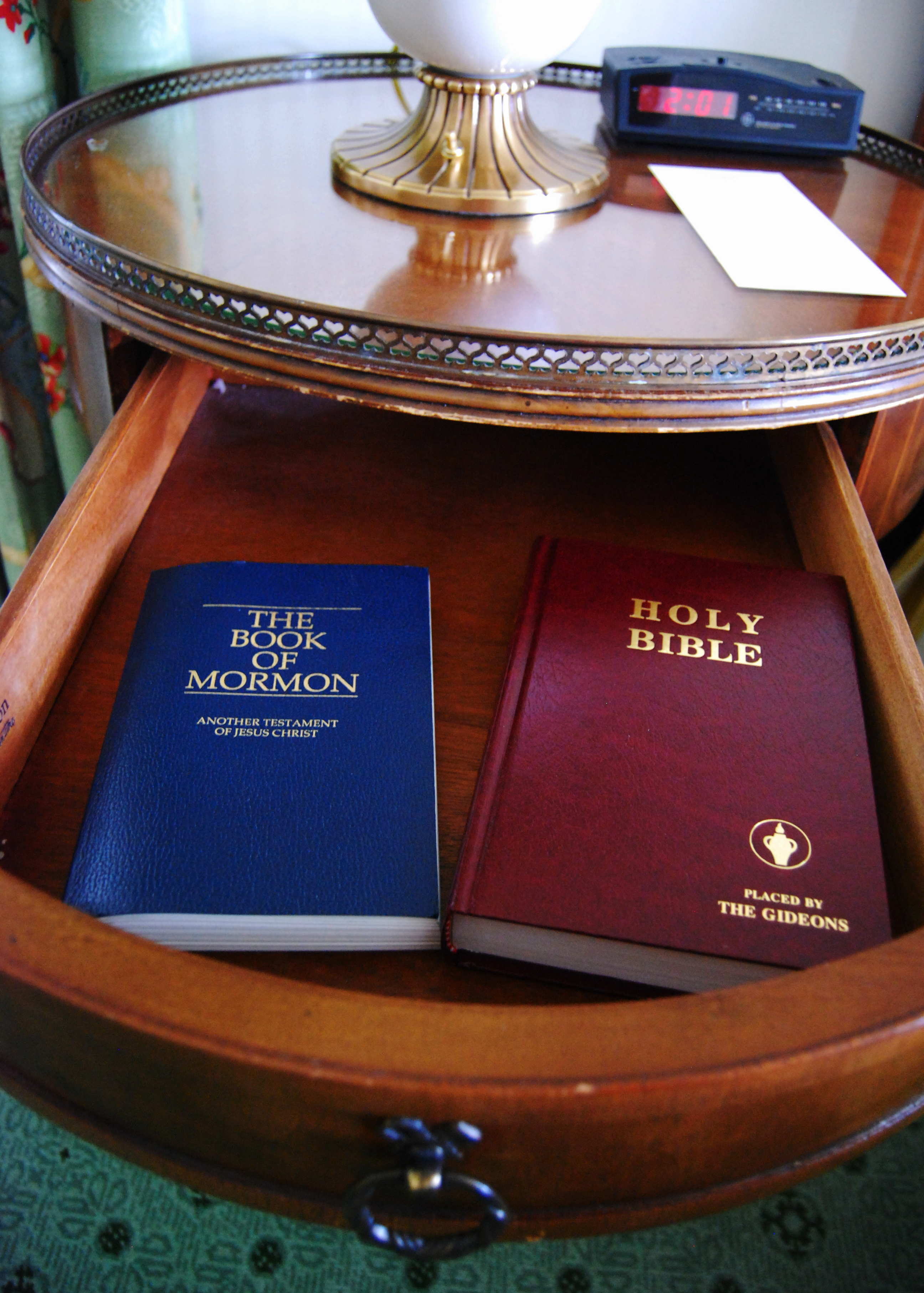
الكتاب المقدس وكتاب مورمون في غرفة فندق، نسخة الكتب المقدس طبعت ووزعت من قبل جمعية غيديون.

غيديون الدولية هي جمعية مسيحية إنجيلية تأسست عام 1899 في جاينسفيل الأمريكيَّة. النشاط الرئيسي للجمعية هو توزيع نسخ من الكتاب المقدس مجانًا. وزعت الجمعية نسخ من الكتاب المقدس في 200 دولة ومنطقة.
يركز أعضاء الجمعية على توزيع الكتاب المقدس كامل، والتي تتضمن العهد الجديد، أو أجزاء منها. طبعت هذه النسخ في أكثر من 100 لغة. ومن المعروف على نطاق واسع أن الجمعية تقوم بتوزيع الكتاب المقدس في غرف الفنادق والموتيلات. تقوم جمعية غيديون أيضًا في توزيع الكتاب المقدس في المستشفيات والمكاتب الطبية والمدارس والكليات وبيوت الطلبة وكذلك في المعتقلات والسجون. تأخذ الجمعية اسمها من جدعون وهوشخصية توراتية وردَت أخباره في سِفر القضاة.
بدأت جمعية غيديون بالتوزيع المجاني للأناجيل في عام 1908، عندما وضعت نسخ من الكتاب المقدس لأول مرة في غرف فندق سوبريور في مدينة سوبريور في مونتانا. وزع أعضاء جمعية غيديون الدولية أكثر من 80 مليون نسخة سنويًا، والأعداد تتزايد، خصوصًا في أماكن مثل البرازيل والهند وآسيا. في المتوسط، تُوزع أكثر من نسختين من الكتاب المقدس في الثانية من قبل جمعية غيديون الدولية.